# Varredura diferencial de calorimetria
Calorimetria Exploratória Diferencial  é uma técnica na qual a diferença de potência elétrica ou fluxo de calor entre uma amostra e um material de referência é medida em função da temperatura por meio de um calorímetro diferencial, que realiza uma medida exata do calor de transição entre esses materiais. A técnica permite identificar eventos endotérmicos ou exotérmicos ocasionados devido à transições de fase ou reações diversas que sejam capazes de causar variações de calor. Além disso, a Calorimetria Exploratória Diferencial permite ainda identificar transições de segunda ordem, como por exemplo transições vítreas, fenômeno este que pode ocorrer em alguns materiais poliméricos e vítreos. As Tabelas abaixo apresentam fenômenos que podem ser identificados pela técnica de DSC:
| Fenômenos FÍSICOS    | Variação de entalpia | Variação de entalpia |
| -------------------- | -------------------- | -------------------- |
| Fenômenos FÍSICOS    | Endotérmico          | Exotérmico           |
| Transição cristalina | X                    | X                    |
| Fusão                | X                    | -                    |
| Vaporização          | X                    | -                    |
| Sublimação           | X                    | -                    |
| Adsorção             | X                    | X                    |
| Absorção             | X                    | -                    |

| Fenômenos QUÍMICOS           | Variação de entalpia | Variação de entalpia |
| ---------------------------- | -------------------- | -------------------- |
| Fenômenos QUÍMICOS           | Endotérmico          | Exotérmico           |
| Desolvatação                 | X                    | -                    |
| Desidratação                 | X                    | -                    |
| Degradação oxidativa         | -                    | X                    |
| Oxidação em atmosfera gasosa | -                    | X                    |
| Redução em atmosfera gasosa  | X                    | -                    |
| Reações de oxidação reação   | X                    | X                    |